# Sărăcie energetică

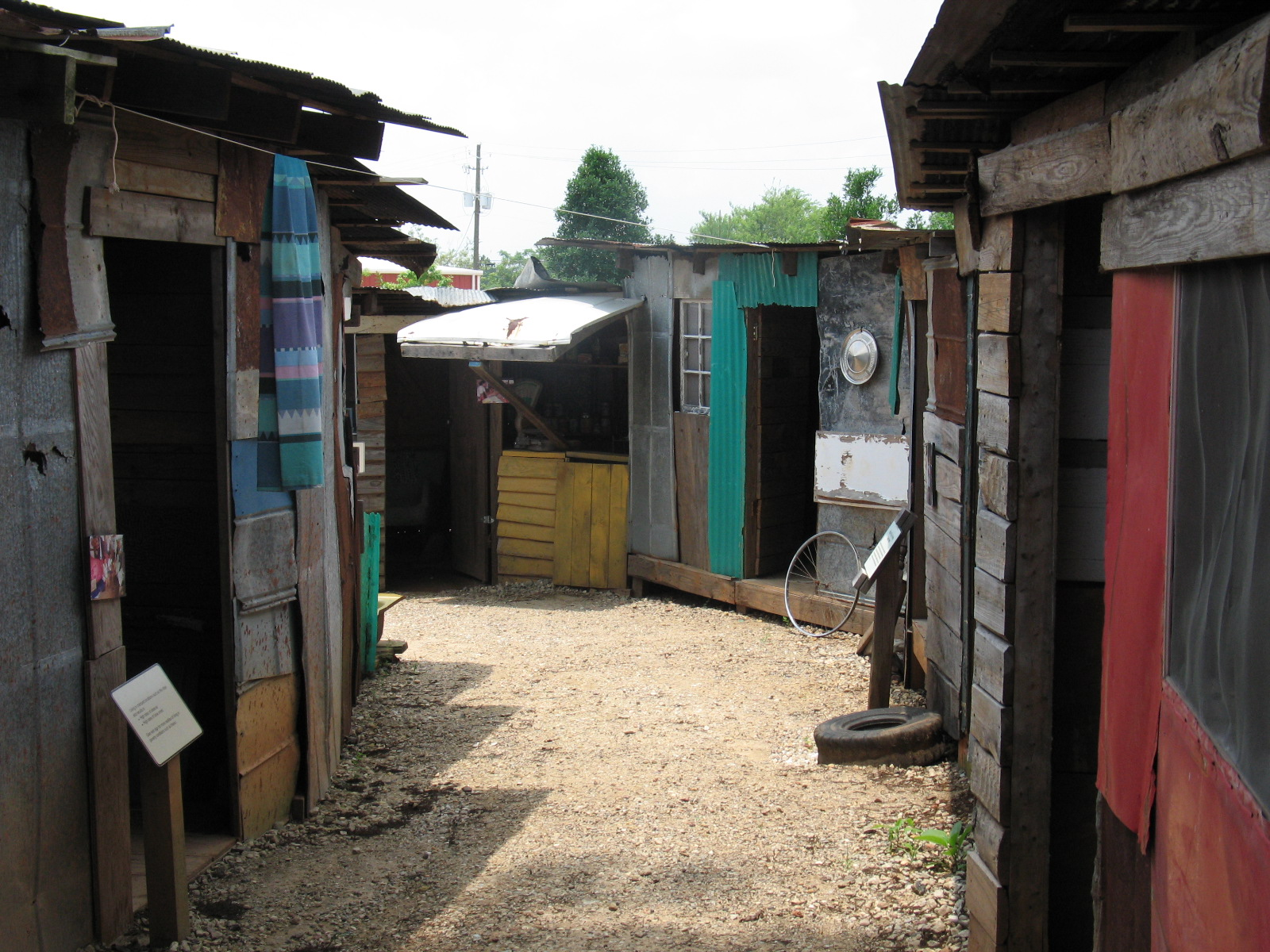
Case fără acces sigur la energie, cum ar fi electricitate, încălzire, răcire

Sărăcia energetică este lipsa accesului la servicii energetice moderne în locuințe, atât în țările în curs de dezvoltare, cât și în comunitățile vulnerabile din țările dezvoltate. Această formă de sărăcie afectează negativ bunăstarea oamenilor prin consumul extrem de redus de energie, utilizarea combustibilor poluanți și timpul excesiv alocat cu colectarea resurselor necesare pentru nevoi de bază, precum gătitul și încălzirea. Sărăcia energetică exacerbează vulnerabilitățile sociale existente și are un impact negativ asupra sănătății publice, traiului gospodăriilor, accesului la educație și oportunităților economice, în special pentru femei.
În contextul țărilor dezvoltate, termenul reprezintă incapacitatea unei gospodării de a-și permite energia necesară pentru un trai decent. Acest fenomen este cunoscut și sub denumirea de nesiguranță energetică a gospodăriilor. În 2022, aproximativ 759 de milioane de oameni nu aveau acces constant la energie electrică, iar 2,6 miliarde foloseau metode de gătit periculoase și ineficiente.

## Sărăcia energetică pe glob

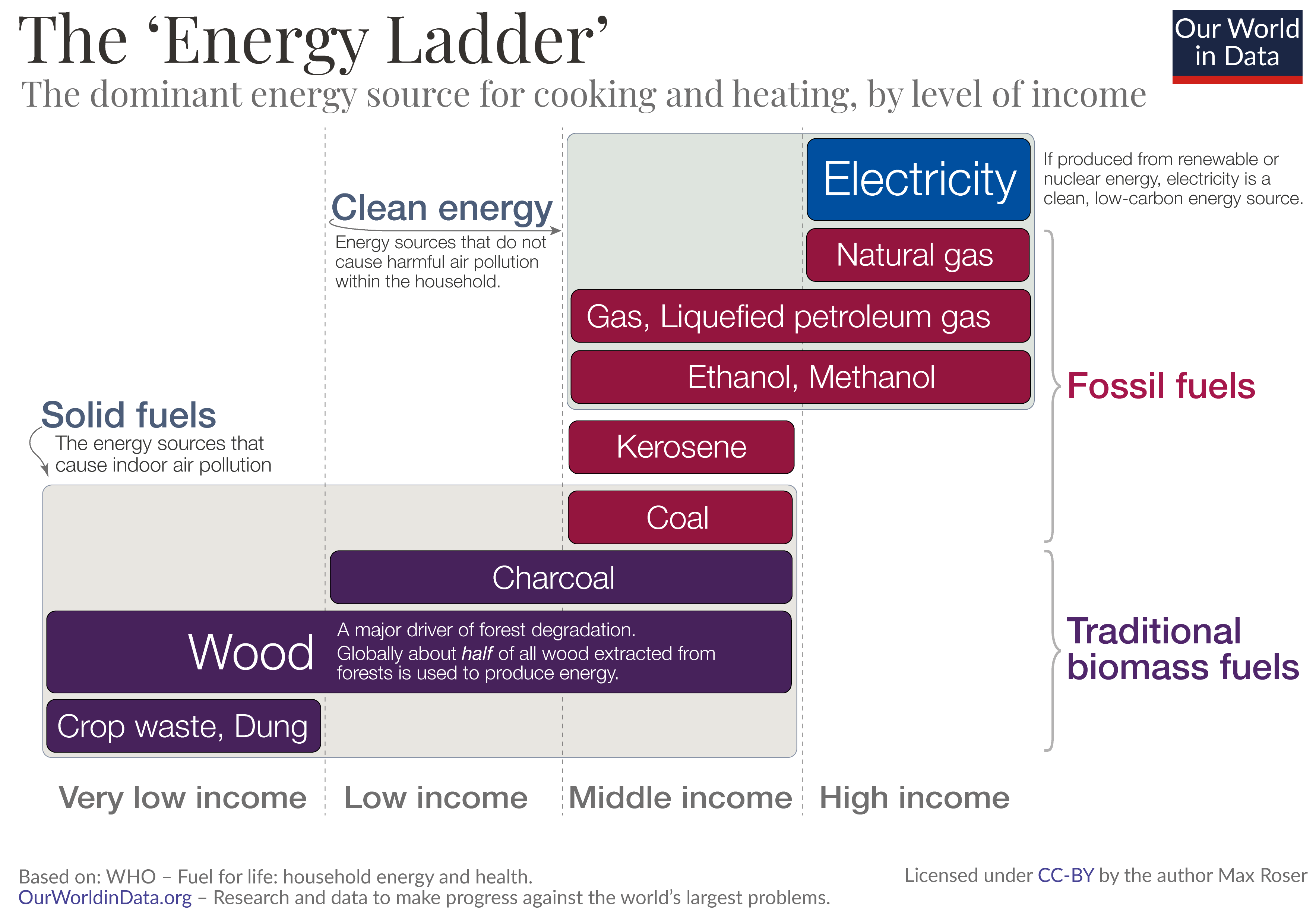
Scara Energiei. Pe ce surse de energie se bazează oamenii cu venituri diferite?

Sărăcia energetică este influențată de factori culturali, geografici și temporali. Termenii „Nordul Global” și „Sudul Global” sunt generalizări folosite în studiile internaționale pentru a descrie tendințele globale în ceea ce privește accesul la energie și politici de combatere a sărăciei energetice.

### Nordul Global

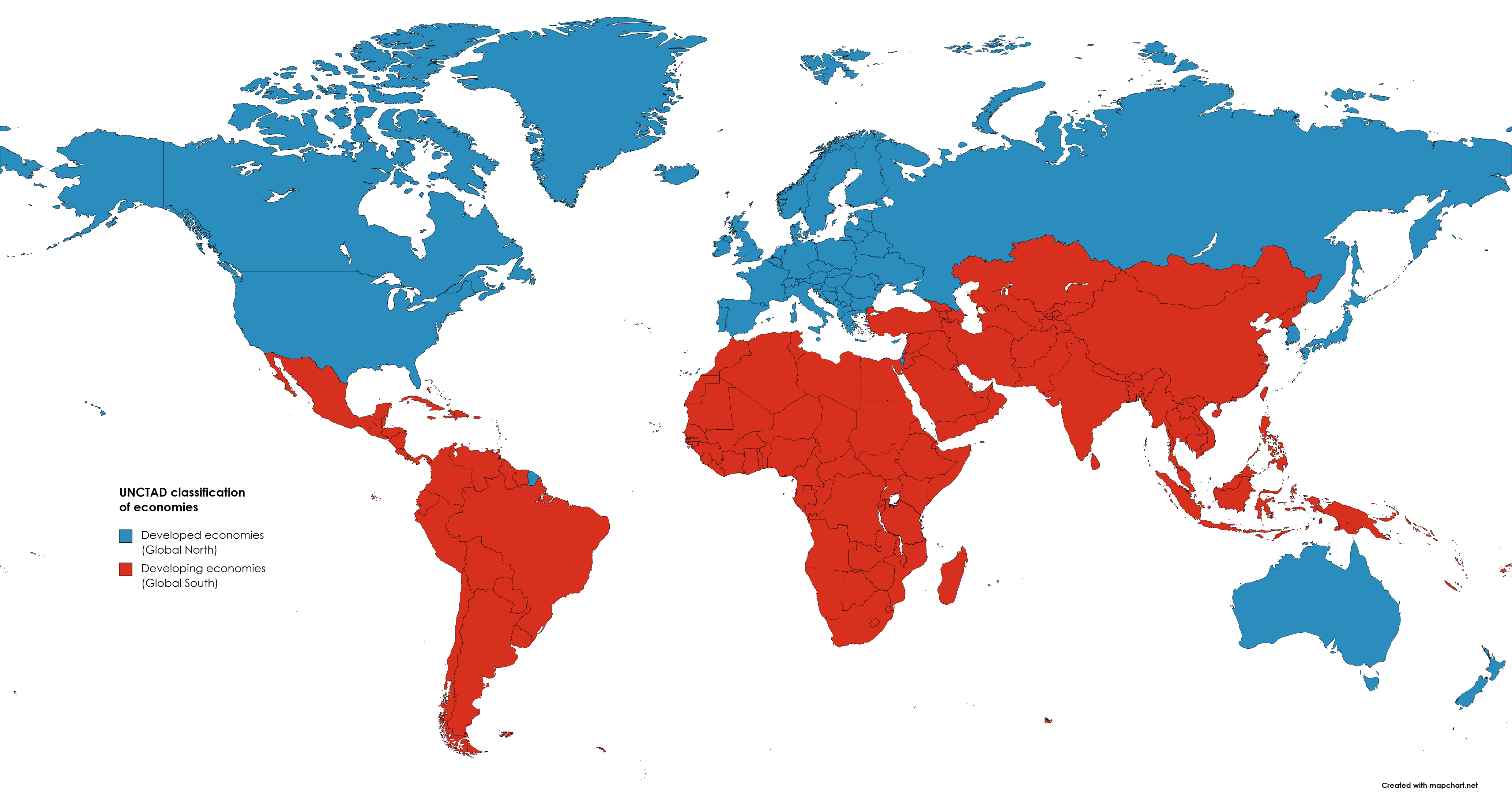
Clasificarea economică a țărilor și teritoriilor lumii de către UNCTAD în 2023. Țările dezvoltate sunt evidențiate cu albastru, iar țările în curs de dezvoltare și cel mai puțin dezvoltate sunt evidențiate cu roșu

În Nordul Global (țări dezvoltate precum cele din Europa de Vest, America de Nord, Japonia), sărăcia energetică se referă la dificultățile gospodăriilor de a-și permite energie suficientă pentru a-și încălzi, răci sau alimenta locuințele. Fenomenul este influențat de:
- Costuri mari ale energiei
- Venituri scăzute
- Locuințe ineficiente energetic (izolație slabă sau aparate vechi)

Persoanele în vârstă sunt vulnerabile din cauza veniturilor reduse și a lipsei accesului la tehnologii eficiente energetic. Potrivit proiectului EPEE (European Fuel Poverty and Energy Efficiency), între 50 și 125 de milioane de persoane din Europa trăiesc în sărăcie energetică. Semnele sărăciei energetice sunt identificate prin indicatori precum dificultăți în plata facturilor, acoperișuri care curg, mucegai pe ferestre și lipsa încălzirii adecvate.
Pe lângă problemele economice, schimbările climatice accentuează vulnerabilitatea deoarece temperaturile mai scăzute sau mai ridicate sporesc cererea de energie pentru climatizare și afectează sănătatea (mai ales boli cardiovasculare și respiratorii). Astăzi, sărăcia energetică este privită ca rezultat al inegalităților sociale care limitează accesul la energie modernă, accesibilă și sigură. În țările dezvoltate, politicile publice privind sărăcia energetică cuprind:
- Renovarea energetică finanțată din fonduri publice pentru izolarea locuințelor, înlocuirea ferestrelor, centralelor energetice etc.
- Tarife sociale și prețuri reglementate pentru consumul de bază („coș minim de energie” în Franța, Spania, Belgia)
- Vouchere pentru facturile de energie
- Interdicții legale de a întrerupe furnizarea energiei în ianuarie-februarie.
- Contoare inteligente și alerte automate pentru consumul excesiv prin monitorizare în timp real (Danemarca, Țările de Jos, UK)
- Audituri energetice gratuite sau subvenționate pentru evaluarea pierderilor de energie a gospodăriilor (Germania, Austria, Suedia)
- Taxe progresive pe consumul ridicat și scutiri pentru consumatorii mici
- Subvenții pentru înlocuirea electrocasnicelor vechi cu aparate eficiente energetic („Energie+” în Elveția sau „Bonus écologique” în Franța)

În Uniunea Europeană, sărăcia energetică devine o preocupare din ce în ce mai importantă. De exemplu, în 2016 s-a raportat că milioane de persoane din Spania trăiau în condiții de sărăcie energetică, iar acest lucru a dus la indignare publică și chiar decese, pe fondul unor structuri tarifare considerate artificiale și inechitabile, aplicate de furnizorii de electricitate. În Cipru, un studiu din 2017 a arătat că gospodăriile cu venituri reduse locuiau în condiții termice precare, cu temperaturi interioare sub limitele confortului, iar consumul de energie pentru încălzire era semnificativ sub medie, din lipsă de posibilități financiare.

### Sudul Global
În Sudul Global (țările în curs de dezvoltare din Africa, Asia de Sud, America Latină), sărăcia energetică este în principal determinată de lipsa accesului la surse moderne de energie, infrastructură energetică deficitară, piețe de energie slabe sau nereglementate și venituri insuficiente pentru a plăti servicii energetice.
Totuși, cercetări recente arată că nu este suficient construirea rețelelor electrice pentru a combate problema deoarece această problemă este influențată de factori politici, economici și culturali ce influențează capacitatea unei regiuni de a face tranziția către surse moderne de energie. Sărăcia energetică în Sudul Global afectează dezvoltarea umană deoarece lipsa electricității împiedică funcționarea școlilor, clinicilor, și sistemelor de comunicații, ceea ce accentuează inegalitățile deja existente. Printre soluțiile aplicate în Sudul Global se numără:
- Electrificarea prin sisteme off-grid pentru zonele izolate fără acces stabil la rețea prin panouri solare individuale sau la nivel de comunitate.
- Înlocuirea sobelor tradiționale pe lemne cu sobe cu randament energetic ridicat ce sunt mai sigure și mai puțin poluante.
- Microfinanțarea pentru echipamente energetice (frigidere, ventilatoare, becuri) prin credite sau leasing.
- Instruirea comunităților locale privind eficiența energetică și accesarea sprijinului existent.
- Colaborarea între autorități, ONG-uri și comunități pentru a coordona programe locale de intervenție.
- Introducerea tarifelor sociale pentru adaptarea prețului la venituri, prin subvenții sau compensări directe pentru gospodăriile vulnerabile.
- Utilizarea contoarelor preplătite în zone defavorizate ce permit plata în avans a consumului de energie, pentru a reduce acumularea datoriilor.

## Sărăcia energetică în România

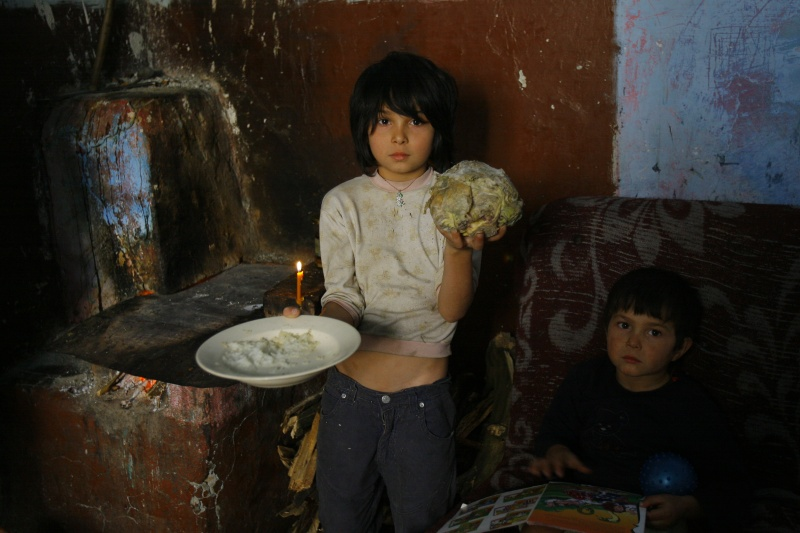
Doi copii care trăiesc în sărăcie fără electricitate

În România, sărăcia energetică este o problemă persistentă, în special în mediul rural și în rândul gospodăriilor cu venituri reduse. Potrivit unui raport al Băncii Mondiale, România are una dintre cele mai mari rate de sărăcie energetică din Uniunea Europeană, cu un procent semnificativ din populație incapabil să-și mențină locuința la o temperatură adecvată pe timp de iarnă. Conform evaluării sărăciei energetice:
- în 2021, 25% din populația României experimenta o formă de sărăcie energetică, iar 8,7% din cheltuielile totale ale gospodăriilor au fost alocate energiei.
- 63,8% dintre gospodăriile din mediul rural utilizau lemne, cărbune sau sobe pe bază de ulei ca principale surse de energie în timp ce doar 49% dintre români erau conștienți de existența unor programe sau inițiative care oferă sprijin financiar pentru investiții în tehnologii moderne de încălzire și creșterea eficienței energetice a locuințelor.
- în 2022, 17,8% dintre gospodării au avut dificultăți în a plăti facturile la utilități, una dintre cele mai ridicate rate din Uniunea Europeană.

România nu dispune, în prezent, de o definiție oficială a sărăciei energetice și nici de un cadru legislativ dedicat, deși problematica a fost recunoscută în documente strategice precum Planul Național Integrat în domeniul Energiei și Schimbărilor Climatice (PNIESC). Programele naționale de renovare termică a locuințelor și extindere a rețelelor de distribuție urmăresc, parțial, combaterea acestui fenomen, însă lipsa unor politici țintite și a unui sistem coerent de monitorizare face dificilă evaluarea progresului.
În unele cazuri, politicile de sprijin public destinate consumatorilor vulnerabili pot fi distorsionate de comportamente oportuniste din partea furnizorilor de energie. Acestea pot fi menținerea prețurilor ridicate sau lipsa de investiții în eficiență, în contextul în care statul compensează o parte semnificativă a facturilor. Astfel, actorii privați obțin profit suplimentar prin transferarea poverii financiare asupra bugetului public.

## Indici ai sărăciei energetice

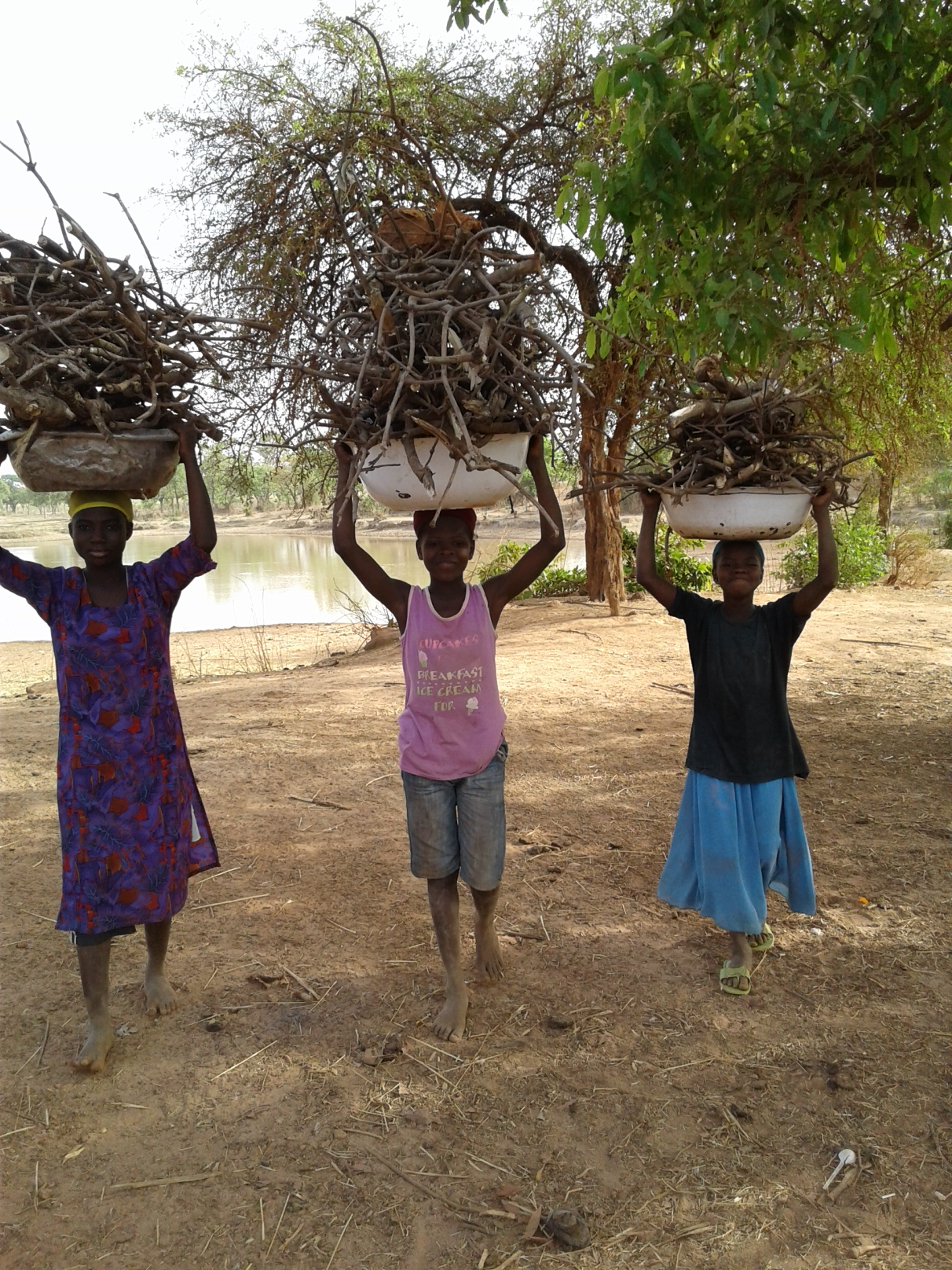
Copiii care strâng lemn de foc

Pentru a evalua dimensiunile multiple ale sărăciei energetice, au fost elaborați mai mulți indici care reflectă atât accesul, cât și calitatea serviciilor energetice.

### Indicele de dezvoltare energetică (IDE)
Indicele de dezvoltare energetică a fost introdus în 2004 de către Agenția Internațională pentru Energie (IEA) și are ca scop evaluarea tranziției unei țări către utilizarea combustibililor moderni. Inspirat de Indicele Dezvoltării Umane (IDU), IDE oferă o imagine de ansamblu asupra nivelului de dezvoltare energetică al unei țări. Totuși, el agregă date la nivel național și nu surprinde formele de sărăcie energetică de la nivelul gospodăriilor. IDE este calculat ca media ponderată a patru indicatori:
- consumul comercial de energie pe cap de locuitor (indicator al dezvoltării economice generale)
- consumul de electricitate în sectorul rezidențial (măsură a fiabilității și accesibilității electrice)
- ponderea combustibililor moderni în consumul energetic rezidențial total
- ponderea populației cu acces la electricitate.

### Indicele multidimensional al sărăciei energetice (IMSE)

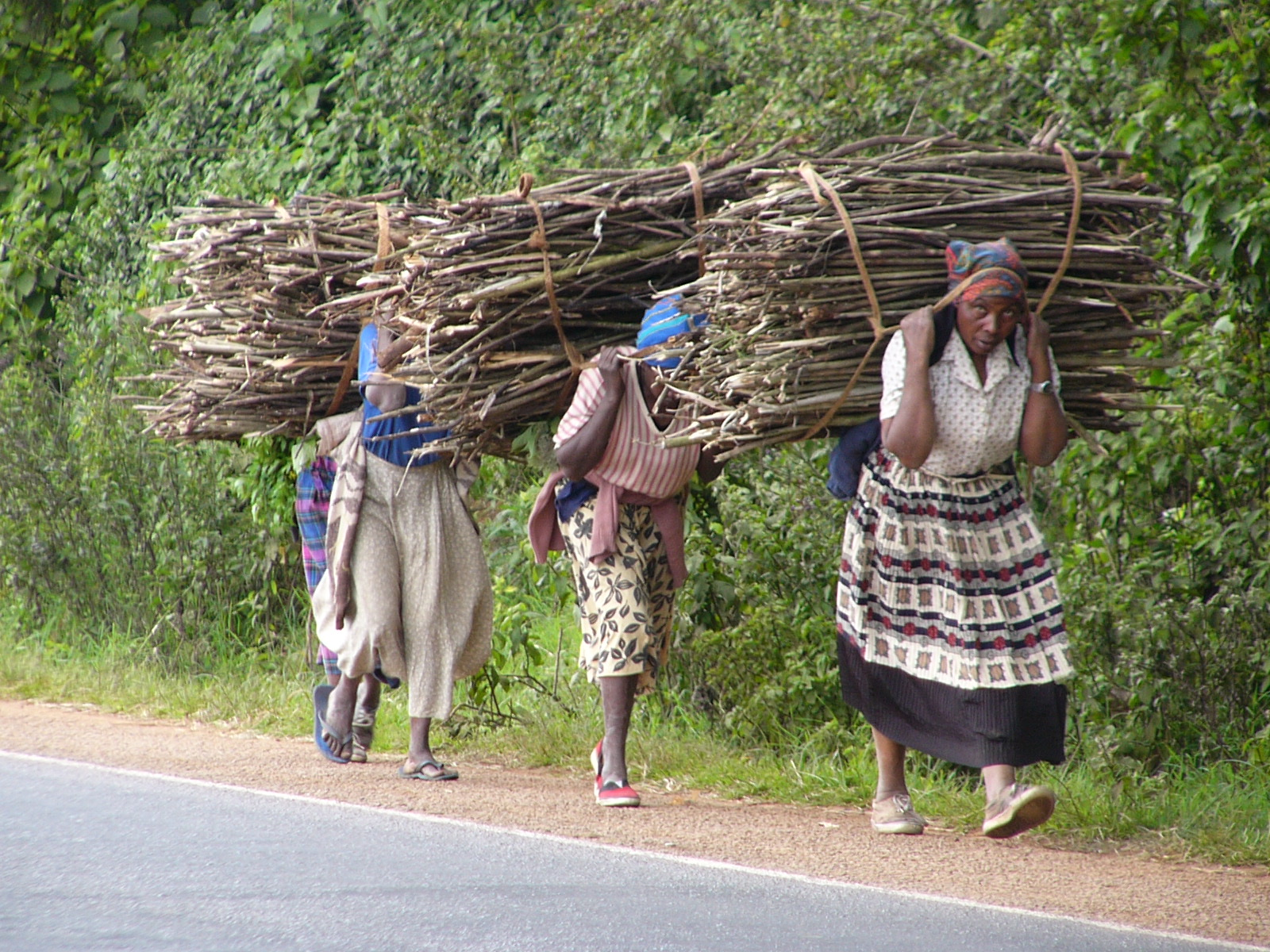
Femei care strâng lemn de foc

Indicele multidimensional al sărăciei energetice evaluează dacă o persoană este săracă energetic în funcție de intensitatea privării energetice. O persoană este considerată săracă energetic dacă suferă un număr prestabilit de privațiuni. Privarea este definită prin șapte indicatori:
- accesul la lumină,
- combustibil modern pentru gătit,
- aer proaspăt,
- refrigerare,
- mijloace de comunicare,
- recreere,
- răcire a spațiului.

IMSE se calculează înmulțind proporția persoanelor identificate ca fiind sărace energetic cu intensitatea medie a privațiunii acestora. Un avantaj al acestui indice este că surprinde atât numărul persoanelor afectate, cât și gradul de severitate. Totuși, el este bazat pe date colectate la nivel de gospodărie sau individ și nu oferă o imagine asupra nivelului național.

### Indicele sărăciei energetice (ISE)
Indicele sărăciei energetice a fost elaborat într-un studiu din 2010 privind sărăcia energetică din Pakistan. ISE combină deficitul de energie și inconveniența energetică la nivelul unei gospodării pentru a obține o imagine asupra utilizabilității energiei. Inconveniența energetică este evaluată prin indicatori precum: frecvența achiziției/colectării energiei, distanța parcursă, mijlocul de transport, implicarea membrilor familiei, timpul săptămânal alocat colectării, impactul asupra sănătății, implicarea copiilor etc.

Sondaj Eurostat în 2016: persoane care nu își pot permite să-și păstreze locuința caldă